# Lepaja
Lepaja es un pueblo ubicado en la municipalidad de Merošina, en el distrito de Nišava, Serbia.

## Superficie
Posee una superficie de 8,279 kilómetros cuadrados.

## Demografía
Hasta 2011 la población era de 600 habitantes, con una densidad de población de 72,47 habitantes por kilómetro cuadrado.